# Henrich Benčík
Henrich Benčík est un ancien footballeur international slovaque, né le 4 octobre 1978 à Nitra, qui jouait au poste d'avant-centre.

## Palmarès
VfL Osnabrück
- Championnat d'Allemagne de D3 (1) :
  - Champion : 2009-10.